# Férfi kajak kettes 1000 méter a 2016. évi nyári olimpiai játékokon
A 2016. évi nyári olimpiai játékokon a kajak-kenu férfi kajak kettes 1000 méteres versenyszámát a Lagoa Stadiumban rendezték.
Az olimpiai bajnok a német Max Rendschmidt és Marcus Groß párosa. Magyarországról Hufnágel Tibor és Ceiner Benjámin a hetedik helyen végzett.

## Versenynaptár
Az időpontok helyi idő szerint, zárójelben magyar idő szerint olvashatóak.
| Dátum | Időpont | Forduló |
| ----- | ------- | ------- |

## Eredmények

### Előfutamok
Az első helyezettek a döntőbe, a többiek az elődöntőbe jutottak.
| Helyezés | Nemzet                                                       | Idő      | Mj       |
| 1. futam | 1. futam                                                     | 1. futam | 1. futam |
| -------- | ------------------------------------------------------------ | -------- | -------- |
| 1.       | Németország (GER) · Max Rendschmidt · Marcus Gross           | 3:19,258 | Q        |
| 2.       | Szlovákia (SVK) · Vlček Erik · Tarr György                   | 3:24,728 |          |
| 3.       | Magyarország (HUN) · Hufnágel Tibor · Ceiner Benjámin        | 3:25,580 |          |
| 4.       | Franciaország (FRA) · Arnaud Hybois · Étienne Hubert         | 3:25,654 |          |
| 5.       | Kuba (CUB) · Jorge García · Reinier Torres                   | 3:25,711 |          |
| 6.       | Csehország (CZE) · Daniel Havel · Jan Štěrba                 | 3:53,907 |          |
| 2. futam |                                                              |          |          |
| 1.       | Szerbia (SRB) · Marko Tomićević · Milenko Zorić              | 3:15,298 | Q        |
| 2.       | Ausztrália (AUS) · Ken Wallace · Lachlan Tame                | 3:23,019 |          |
| 3.       | Litvánia (LTU) · Ričardas Nekriošius · Andrejus Olijnikas    | 3:24,246 |          |
| 4.       | Portugália (POR) · Emanuel Silva · João Ribeiro              | 3:26,284 |          |
| 5.       | Olaszország (ITA) · Nicola Ripamonti · Giulio Dressino       | 3:30,429 |          |
| 6.       | Kazahsztán (KAZ) · Jevgenyij Alekszejev · Alekszej Gyergunov | 3:30,433 |          |

### Középfutamok
| Helyezés | Név                                                          | Idő      | Mj       |          |
| 1. futam | 1. futam                                                     | 1. futam | 1. futam | 1. futam |
| -------- | ------------------------------------------------------------ | -------- | -------- | -------- |
| 1.       | Ausztrália (AUS) · Ken Wallace · Lachlan Tame                | 3:16,635 | Q        |          |
| 2.       | Olaszország (ITA) · Nicola Ripamonti · Giulio Dressino       | 3:17,942 | Q        |          |
| 3.       | Magyarország (HUN) · Hufnágel Tibor · Ceiner Benjámin        | 3:18,474 | Q        |          |
| 4.       | Kazahsztán (KAZ) · Jevgenyij Alekszejev · Alekszej Gyergunov | 3:18,858 |          |          |
| 5.       | Franciaország (FRA) · Arnaud Hybois · Étienne Hubert         | 3:21,100 |          |          |
| 2. futam |                                                              |          |          |          |
| 1.       | Portugália (POR) · Emanuel Silva · João Ribeiro              | 3:18,099 | Q        |          |
| 2.       | Litvánia (LTU) · Ričardas Nekriošius · Andrejus Olijnikas    | 3:18,526 | Q        |          |
| 3.       | Szlovákia (SVK) · Vlček Erik · Tarr György                   | 3:19,372 | Q        |          |
| 4.       | Csehország (CZE) · Daniel Havel · Jan Štěrba                 | 3:21,569 |          |          |
| 5.       | Kuba (CUB) · Jorge García · Reinier Torres                   | 3:23,466 |          |          |

### Döntők

#### B-döntő
| Helyezés | Nemzet                                                       | Idő      |
| -------- | ------------------------------------------------------------ | -------- |
| 1.       | Kuba (CUB) · Jorge García · Reinier Torres                   | 3:18,768 |
| 2.       | Franciaország (FRA) · Arnaud Hybois · Étienne Hubert         | 3:19,415 |
| 3.       | Kazahsztán (KAZ) · Jevgenyij Alekszejev · Alekszej Gyergunov | 3:20.827 |
| 4.       | Csehország (CZE) · Daniel Havel · Jan Štěrba                 | 3:25,966 |

#### A-döntő
| Helyezés | Nemzet                                                    | Idő      |
| -------- | --------------------------------------------------------- | -------- |
| Arany    | Németország (GER) · Max Rendschmidt · Marcus Gross        | 3:10,781 |
| Ezüst    | Szerbia (SRB) · Marko Tomićević · Milenko Zorić           | 3:10,969 |
| Bronz    | Ausztrália (AUS) · Ken Wallace · Lachlan Tame             | 3:12,593 |
| 4.       | Portugália (POR) · Emanuel Silva · João Ribeiro           | 3:12,889 |
| 5.       | Litvánia (LTU) · Ričardas Nekriošius · Andrejus Olijnikas | 3:14,748 |
| 6.       | Olaszország (ITA) · Nicola Ripamonti · Giulio Dressino    | 3:14,883 |
| 7.       | Magyarország (HUN) · Hufnágel Tibor · Ceiner Benjámin     | 3:15,387 |
| 8.       | Szlovákia (SVK) · Vlček Erik · Tarr György                | 3:15,916 |